# Un furet dans le métro
Pour les articles homonymes, voir Furet (homonymie).
Un furet dans le métro (The Subway Stalker) est un roman policier de Lou Cameron, paru en 1980. 
Le roman est traduit en français par Georges Alfred Louédec et publié chez Gallimard, dans la collection Série noire au no 1858. Il est adapté au cinéma en 2003 par Jean-Pierre Mocky sous le titre Le Furet, et met en vedette Jacques Villeret. 
Lou Cameron est également l'auteur de La Rouquine aux sommiers (File on a Missing Redhead, 1969).